# Guan Chenchen
Guan Chenchen (管晨辰; pinyin: Guǎn Chén Chén; Hubei, 25 de setembro de 2004) é uma ginasta artística chinesa, campeã olímpica.

## Carreira
Chenchen participou dos Jogos Olímpicos de Verão de 2020 em Tóquio, onde participou da prova de trave, conquistando a medalha de ouro após finalizar a série com 14.633 pontos.